# Nobuyuki Kojima
Nobuyuki Kojima (小島 伸幸 Kojima Nobuyuki?,  nacido el 17 de enero de 1966 en Maebashi, Gunma) es un exfutbolista y actual entrenador japonés. Jugaba de guardameta y su último club fue el Thespa Kusatsu de Japón. Actualmente es entrenador asistente de la Universidad Nihon.

## Trayectoria

### Clubes como futbolista
| Club                                 | País  | Año                     |
| ------------------------------------ | ----- | ----------------------- |
| Fujita Industries Bellmare Hiratsuka | Japón | 1988 - 1993 1994 - 1998 |
| Avispa Fukuoka                       | Japón | 1999 - 2001             |
| Thespa Kusatsu                       | Japón | 2002 - 2005             |

### Selección nacional como futbolista
| Selección | País  | Año         |
| --------- | ----- | ----------- |
| Absoluta  | Japón | 1995 - 1996 |

### Clubes como entrenador
| Club                          | País  | Año             |
| ----------------------------- | ----- | --------------- |
| Universidad Nihon (asistente) | Japón | 2008 - Presente |

## Estadísticas

### Selección nacional
Fuente:
| Selección de Japón | Selección de Japón | Selección de Japón |
| Año                | Part.              | Goles              |
| ------------------ | ------------------ | ------------------ |
| 1995               | 3                  | 0                  |
| 1996               | 1                  | 0                  |
| Total              | 4                  | 0                  |

#### Participaciones en fases finales
| Torneo                         | Sede                   | Resultado        | Partidos | Goles |
| ------------------------------ | ---------------------- | ---------------- | -------- | ----- |
| Copa Rey Fahd 1995             | Arabia Saudita         | Primera fase     | 0        | 0     |
| Copa Asiática 1996             | Emiratos Árabes Unidos | Cuartos de final | 0        | 0     |
| Copa Mundial de Fútbol de 1998 | Francia                | Primera fase     | 0        | 0     |